# جرم در خیابان‌ها
جرم در خیابان‌ها (انگلیسی: Crime in the Streets) فیلمی در ژانر جنایی به کارگردانی دان سیگل است که در سال ۱۹۵۶ منتشر شد. از بازیگران آن می‌توان به جیمز ویتمور، جان کاساوتیس، سال مینئو، مارک رایدل و ویرجینیا گرگ اشاره کرد.

## خلاصه فیلم
در خیابان‌های بی‌رحم یک شهر، پسران در سن پانزده سالگی به گروه‌های خیابانی می‌پیوندند. "فرانکی" هجده ساله رهبری گروه "زنبورها" را بر عهده دارد. وقتی یکی از همسایه‌ها پس از مشاهده یکی از اعضای گروه با اسلحه به پلیس مراجعه می‌کند، "فرانکی" قسم می‌خورد آن همسایه را به قتل برساند و...